# Eilica uniformis
Eilica uniformis är en spindelart som först beskrevs av Rita Delia Schiapelli och Gerschman 1942.  Eilica uniformis ingår i släktet Eilica och familjen plattbuksspindlar. Inga underarter finns listade i Catalogue of Life.